# Rhynchostegium conostomus
Rhynchostegium conostomus là một loài Rêu trong họ Brachytheciaceae. Loài này được (Mont.) Huttunen & Ignatov miêu tả khoa học đầu tiên.